# عطرية (نبات)
العطرية النفاذة أو العطرشة أو العطرشية أو العطر أو اللقلقي النفاذ (باللاتينية: Pelargonium graveolens) نوع نباتي عطري ينتمي إلى الفصيلة الغرنوقية.

## الوصف النباتي
النبات عشبي معمر. لأوراقه رائحة عطرية قوية، ولذلك فهي تستعمل كمنكه للشاي.

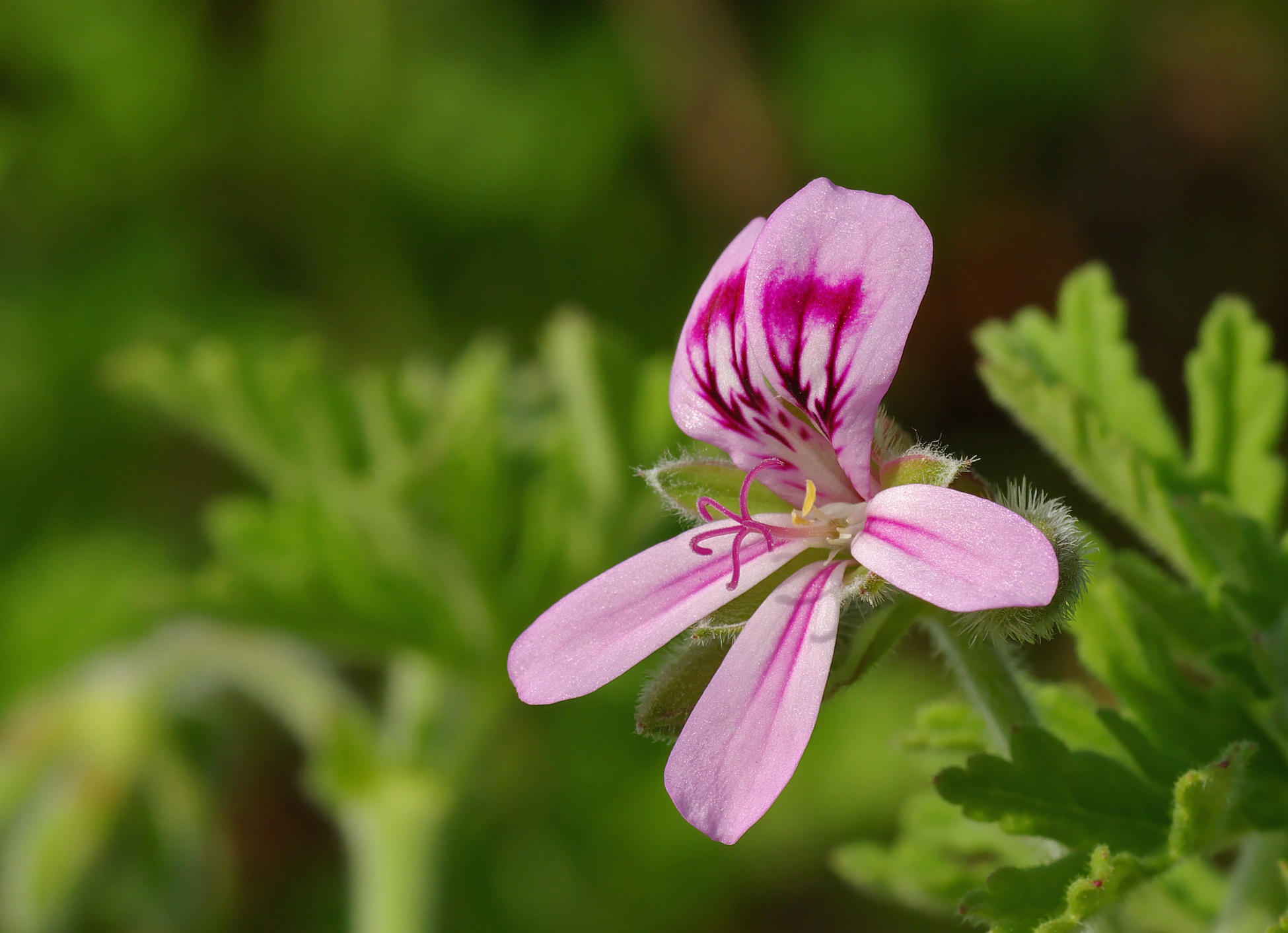
زهرة نبات العطرية

تواجد هذه العشبة في مناطق حوض البحر الأبيض المتوسط، وتزرع بكثرة في مناطق تونس وفلسطين وسوريا، في الحدائق المنزلية والشرفات لرائحتها الجميلة ومنظرها الآخاذ، واستعمالها لا يقتصر على الزينة فقط وإنما لها استخدامات كثيرة في المطبخ، ولها فوائد كبيرة للجسم.

## فوائدها
تعتبر مصدرا ممتاز للزيوت العطرية والتي كثيرا ما تستعمل في صناعة العطور والمواد التجميل. يحضر من أوراقها الطازجة شاي يشرب ساخنا لطرد الغازات ويريح من تطبيل البطن والمغص.

## تقطير العطرشية
للعطرشية أو العطر فوائد عدة لهذا يتم السعي للحصول على زيتها أو مائها. وينتشر في فصل الربيع تقطير العطرشية أو العطر في تونس.

## صور

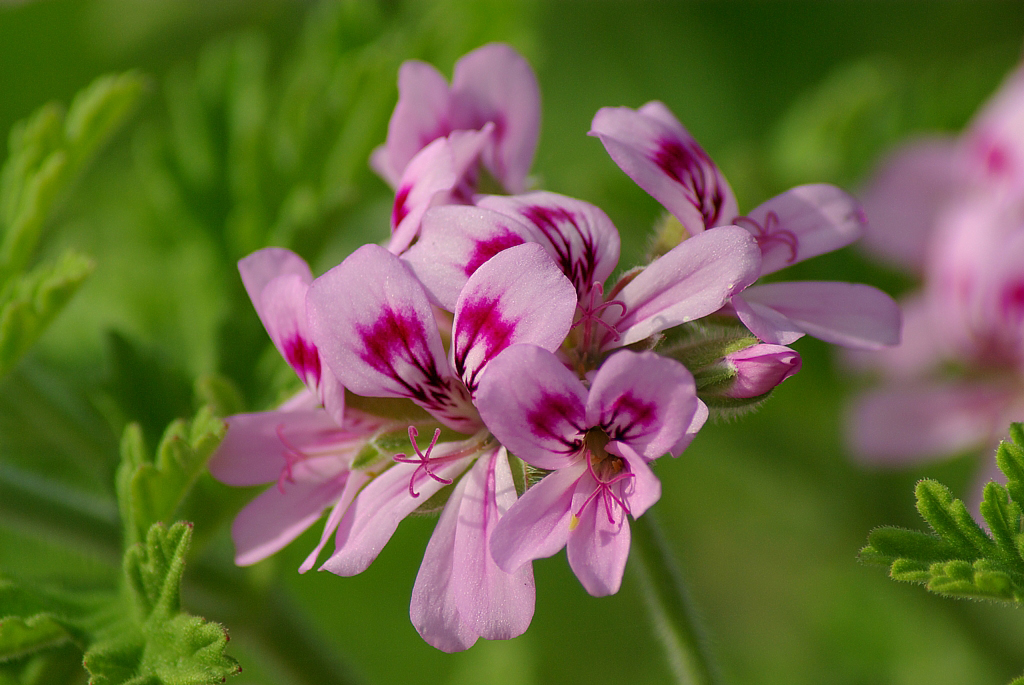
لقلقي نفاذ مزروع
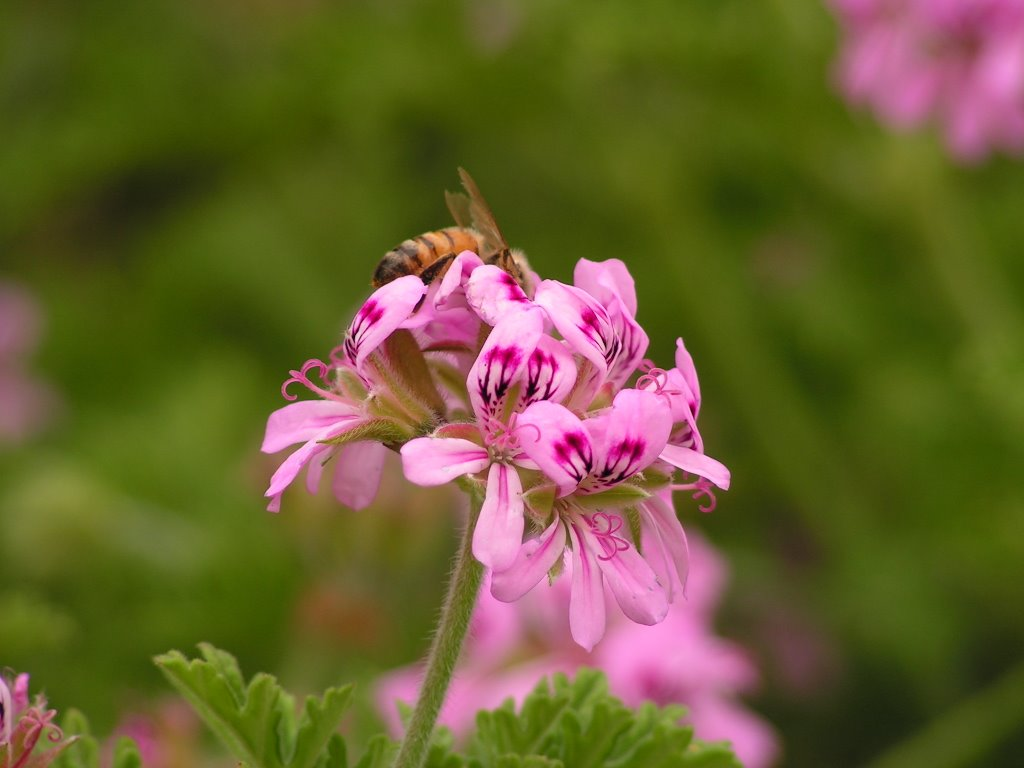
نحلة على لقلقي نفاذ مزروع
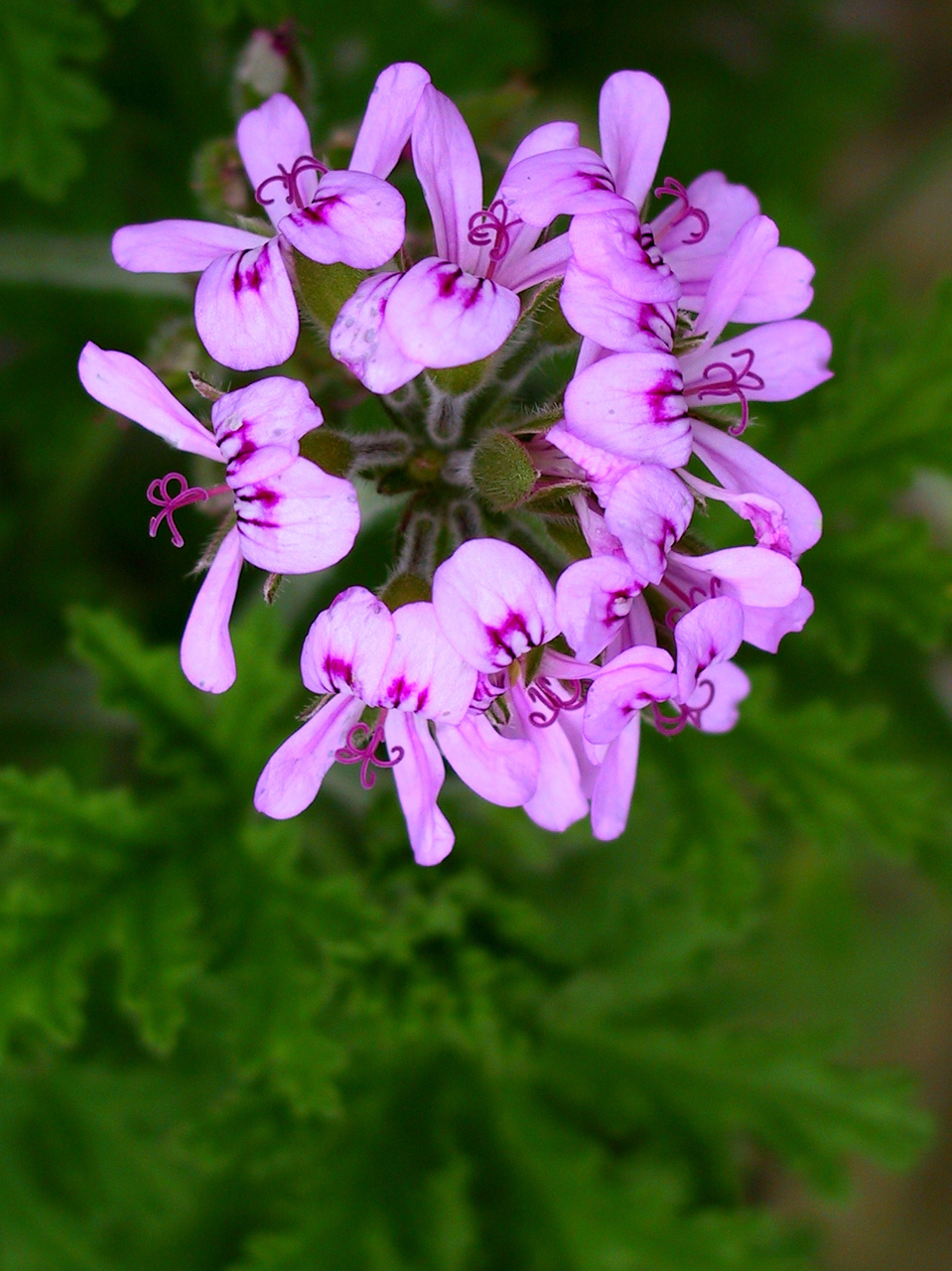
نبتة منعشة
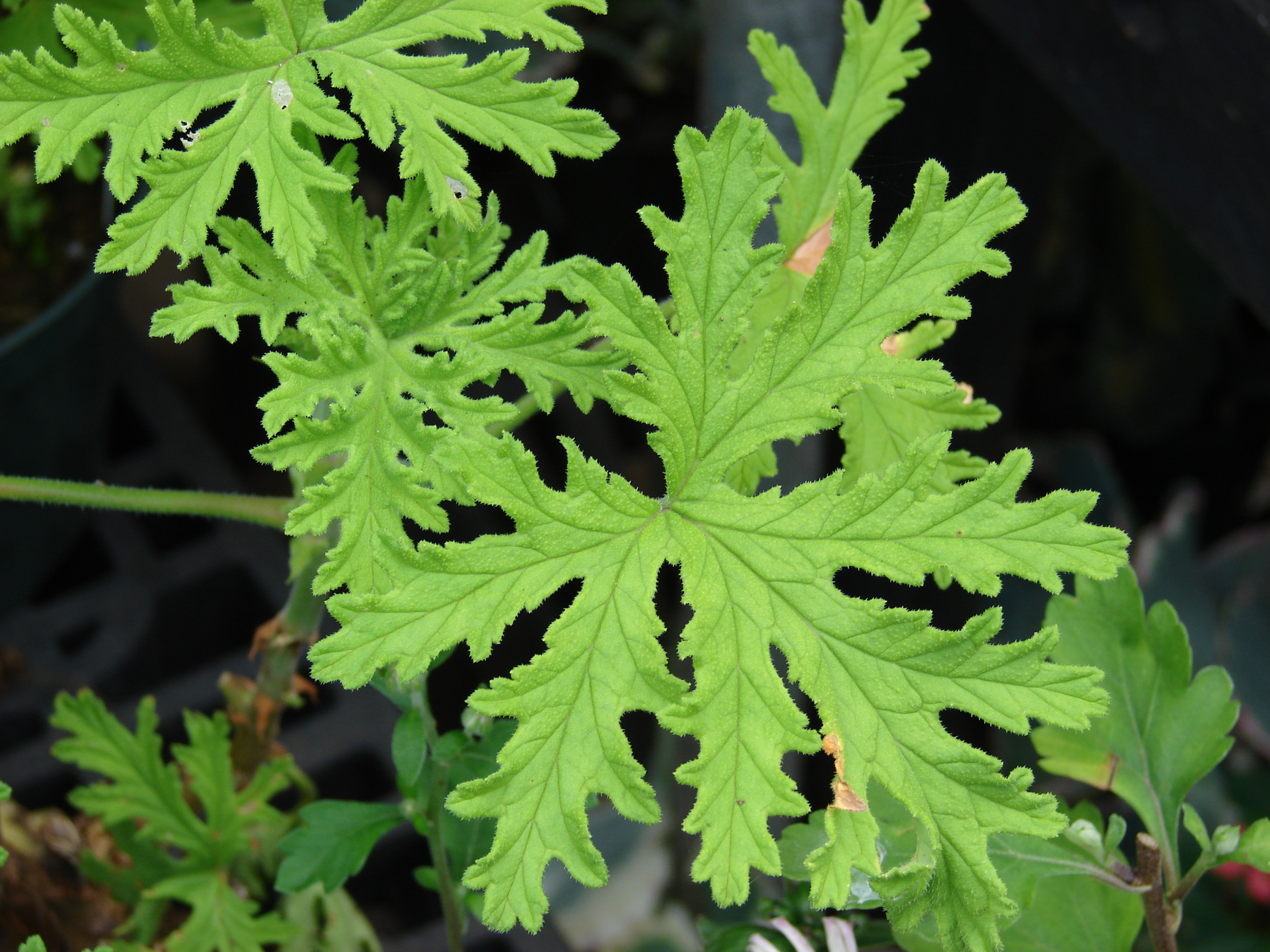
أوراقها مستعرضة يغطيها طبقة مخملية لها رائحة منعشة